# خط عرض 65° جنوب
خط عرض 65° جنوب هي إحدى دوائر العرض الجغرافية، وهي دوائر وهمية تحيط بالكرة الأرضية، وموازية لخط الاستواء، وتتميز هذه الدائرة بأن الأراضي الواقعة عليها تنتمي للمنطقة القطبية.

## حول العالم
خط عرض 65° جنوب يبدأ من خط الزوال الأولي ويتجه شرقا ويمر عبر:
| الإحداثيات                         | البلد أو الإقليم أو البحر | ملاحظات |
| ---------------------------------- | ------------------------- | --- |
| 65°0′S 0°0′E / 65.000°S 0.000°E    | المحيط الجنوبي            | جنوبي المحيط الأطلسي جنوبي المحيط الهندي جنوبي المحيط الهادئ جنوبي المحيط الأطلسي                              |
| 66°0′S 63°12′W / 66.000°S 63.200°W | القارة القطبية الجنوبية   | شبه الجزيرة القطبية الجنوبية, المطالب الإقليمية بالقارة القطبية الجنوبية by الأرجنتين, تشيلي و المملكة المتحدة |
| 66°0′S 59°3′W / 66.000°S 59.050°W  | المحيط الجنوبي            | جنوبي المحيط الأطلسي                                                                                           |